# Tautog (U-Boot, 1968)
| USS Tautog (SSN-639) |                           |
| Dienstzeit           | USN Jack                  |
| Geordert:            | 30. November 1961         |
| Kiellegung:          | 27. Januar 1964           |
| Stapellauf:          | 15. April 1967            |
| Indienststellung:    | 17. August 1968           |
| Außerdienststellung: | 31. März 1997             |
| Status:              | Abgebrochen               |
| Technische Daten     |                           |
| Verdrängung:         | 4.870 Tonnen getaucht     |
| Länge:               | 89 m                      |
| Breite:              | 9,7 m                     |
| Tiefgang:            | 8,9 m                     |
| Antrieb:             | Ein S5W-Reaktor           |
| Besatzung:           | 12 Offiziere, 95 Matrosen |

Die USS Tautog (SSN-639) war ein Atom-U-Boot in Diensten der United States Navy und gehörte zur Sturgeon-Klasse.

## Geschichte

### Bau
Die Tautog wurde 1961 in Auftrag gegeben und Anfang 1964 bei Ingalls Shipbuilding auf Kiel gelegt. Im April 1967 lief das Boot vom Stapel und wurde im August des folgenden Jahres in Dienst gestellt. Taufpatin des Bootes war die Ehefrau von Albert Gore, Sr.
Das Boot machte erste Testfahrten von Pearl Harbor aus. Anfang 1969 wurden in der Puget Sound Naval Shipyard erste Reparaturen durchgeführt, unter anderem musste der defekte Dieselgenerator ersetzt werden. Mitte 1970 war das Boot dann einsatzbereit.

### Unfall
Am 20. Juni 1970 operierte die Tautog vor der sowjetischen U-Boot-Basis in Petropawlowsk-Kamtschatski. Das Boot wollte die auslaufende K-108 verfolgen, ein U-Boot der Echo-II-Klasse. Als die K-108 „Angles and Dangles“ vollführte, kollidierten die beiden Boote heftig. Die Tautog suchte direkt im Anschluss das Weite, man hörte Geräusche, die nahelegten, die K-108 sei gesunken. Als die Tautog in Pearl Harbor ankam, fand man ganze Stücke einer der Schrauben des sowjetischen U-Boots in den Resten des Turms der Tautog. Erst 30 Jahre später wurde im Westen bekannt, dass auch die K-108 den Vorfall überstanden und ihren Heimathafen ohne Verluste erreicht hatte.

### Außerdienststellung
1997 wurde die Tautog außer Dienst gestellt. 2003 begann der Abbruch des Bootes, der Mitte 2004 vollendet war. Lediglich der Turm wurde erhalten und wird im Seawolf Park in Galveston, Texas ausgestellt.